# Sapirova cena
Sapirova cena je izraelská literární cena, která je každoročně udílena za krásnou literaturu. Je pojmenována po Pinchasi Sapirovi, který byl izraelským ministrem financí.
Skupina porotců, která vybere nejlepší knihu, je složena z prominentních literárních postav, jejichž jména jsou udržována v tajnosti až do okamžiku, kdy je znám vítěz. Někteří z těchto porotců se během let obměňují. Porotci nejprve vyberou ze seznamu od hlavních nakladatelství pět knih, které byly publikovány v uplynulém roce. Po několika týdnech je z těchto pěti knih vybrán vítěz, který je zveřejněn během Týdne hebrejské knihy. 
Sapirova cena, která vznikla na základě britské Man Booker Prize je nejlukrativnější izraelské literární ocenění. V roce 2005 získal vítěz 150 tisíc šekelů (zhruba 35 tisíc $) a každý ze zbývajících čtyř účastníků získal 25 tisíc šekelů. Navíc si může vybrat jakýkoliv jazyk, do nějž chce svou knihu z hebrejštiny přeložit.